# Рвати (Рашка)
Рвати је насеље у Србији у општини Рашка у Рашком округу. Према попису из 2022. било је 586 становника.

## Демографија
У насељу Рвати живи 565 пунолетних становника, а просечна старост становништва износи 43,9 година (43,7 код мушкараца и 44,1 код жена). У насељу има 245 домаћинстава, а просечан број чланова по домаћинству је 2,80.
Ово насеље је великим делом насељено Србима (према попису из 2002. године), а у последња три пописа, примећен је пад у броју становника.
|  |

| Демографија | Демографија | Демографија |
| Година      | Становника  | Становника  |
| ----------- | ----------- | ----------- |
| 1948.       | 931         |             |
| 1953.       | 986         |             |
| 1961.       | 985         |             |
| 1971.       | 879         |             |
| 1981.       | 802         |             |
| 1991.       | 756         | 756         |
| 2002.       | 687         | 687         |

| Етнички састав према попису из 2002.‍ | Етнички састав према попису из 2002.‍ | Етнички састав према попису из 2002.‍ | Етнички састав према попису из 2002.‍ | Етнички састав према попису из 2002.‍ |
| ------------------------------------ | ------------------------------------ | ------------------------------------ | ------------------------------------ | ------------------------------------ |
|                                      |                                      |                                      |                                      |                                      |
| Срби                                 | Срби                                 |                                      | 686                                  | 99,85%                               |
| Словенци                             | Словенци                             |                                      | 1                                    | 0,14%                                |
| непознато                            | непознато                            |                                      | 0                                    | 0,0%                                 |

| Година пописа     | 1948. | 1953. | 1961. | 1971. | 1981. | 1991. | 2002. |
| ----------------- | ----- | ----- | ----- | ----- | ----- | ----- | ----- |
| Број домаћинстава | 154   | 165   | 197   | 208   | 230   | 232   | 245   |

| Број чланова      | 1  | 2  | 3  | 4  | 5  | 6  | 7 | 8 | 9 | 10 и више | Просек |
| ----------------- | -- | -- | -- | -- | -- | -- | - | - | - | --------- | ------ |
| Број домаћинстава | 48 | 84 | 28 | 52 | 21 | 10 | 2 | 0 | 0 | 0         | 2,80   |

| Пол    | Укупно | Неожењен/Неудата | Ожењен/Удата | Удовац/Удовица | Разведен/Разведена | Непознато |
| ------ | ------ | ---------------- | ------------ | -------------- | ------------------ | --------- |
| Мушки  | 292    | 71               | 198          | 22             | 1                  | 0         |
| Женски | 303    | 52               | 198          | 49             | 4                  | 0         |
| УКУПНО | 595    | 123              | 396          | 71             | 5                  | 0         |

| Пол    | Укупно                    | Пољопривреда, лов и шумарство | Рибарство                            | Вађење руде и камена | Прерађивачка индустрија       |
| ------ | ------------------------- | ----------------------------- | ------------------------------------ | -------------------- | ----------------------------- |
| Мушки  | 111                       | 3                             | 0                                    | 7                    | 26                            |
| Женски | 57                        | 3                             | 0                                    | 2                    | 14                            |
| УКУПНО | 168                       | 6                             | 0                                    | 9                    | 40                            |
| Пол    | Производња и снабдевање   | Грађевинарство                | Трговина                             | Хотели и ресторани   | Саобраћај, складиштење и везе |
| Мушки  | 6                         | 8                             | 10                                   | 2                    | 9                             |
| Женски | 0                         | 0                             | 15                                   | 0                    | 1                             |
| УКУПНО | 6                         | 8                             | 25                                   | 2                    | 10                            |
| Пол    | Финансијско посредовање   | Некретнине                    | Државна управа и одбрана             | Образовање           | Здравствени и социјални рад   |
| Мушки  | 0                         | 5                             | 10                                   | 1                    | 2                             |
| Женски | 0                         | 1                             | 1                                    | 7                    | 5                             |
| УКУПНО | 0                         | 6                             | 11                                   | 8                    | 7                             |
| Пол    | Остале услужне активности | Приватна домаћинства          | Екстериторијалне организације и тела | Непознато            | Непознато                     |
| Мушки  | 2                         | 0                             | 0                                    | 20                   | 20                            |
| Женски | 0                         | 0                             | 0                                    | 8                    | 8                             |
| УКУПНО | 2                         | 0                             | 0                                    | 28                   | 28                            |